# Дулчень
Дулчень, Дулчені (рум. Dulceni) — село у повіті Телеорман в Румунії. Входить до складу комуни Троянул.
Село розташоване на відстані 97 км на південний захід від Бухареста, 23 км на захід від Александрії, 105 км на схід від Крайови.

## Населення
За даними перепису населення 2002 року у селі проживали 110 осіб, усі — румуни. Усі жителі села рідною мовою назвали румунську.